# Bryan Alaphilippe
Bryan Alaphilippe (født 17. august 1995 i Saint-Amand-Montrond) er en tidligere fransk cykelrytter. Han er bror til Julian Alaphilippe.